# كولن مارستون
كولن مارستون (بالإنجليزية: Colin Marston)‏ هو ملحن وموسيقي ومنتج أسطوانات أمريكي، ولد في 13 سبتمبر 1982 في نيويورك في الولايات المتحدة.

## وصلات خارجية
- كولن مارستون على موقع IMDb (الإنجليزية)
- كولن مارستون على موقع ميوزك برينز (الإنجليزية)
- كولن مارستون على موقع ديسكوغز (الإنجليزية)